# New Quay
New Quay (walesiska: Ceinewydd) är en ort och community i Storbritannien.   Den ligger vid Cardigan Bay i kommunen Ceredigion och riksdelen Wales, i den södra delen av landet, 300 km väster om huvudstaden London. Antalet invånare är 1 082.